# اعتراف (فیلم ۲۰۰۲)
اعتراف (ترکی استانبولی: İtiraf) فیلمی در ژانر درام به کارگردانی زکی دمیرکوبوز است که در سال ۲۰۰۲ منتشر شد. از بازیگران آن می‌توان به تانر بیرسل و باشاک کوکلوکایا اشاره کرد.